# リーマン曲率テンソル
リーマン幾何学においてリーマン曲率テンソル（リーマンきょくりつテンソル、英: Riemann curvature tensor）あるいはリーマン-クリストッフェルのテンソル（英: Riemann–Christoffel tensor）とは、リーマン多様体の曲率を表す4階のテンソルを言う。名称は、ベルンハルト・リーマンおよびエルウィン・ブルーノ・クリストッフェルに因む。
リーマン-クリストッフェルのテンソル（リーマン曲率テンソル）は重力の現代的理論である一般相対性理論における数学的な道具の中心となるものである。

## 定義
リーマン多様体を M とする。すなわち、M 上の各点に基本計量テンソル gij が与えられており、接続の記号 {\displaystyle \Gamma _{jk}^{i}} はクリストッフェル記号 {\displaystyle \left\{{{i} \atop {jk}}\right\}} であるとする。

### （3階共変1階反変）リーマン曲率テンソル（Riemann curvature tensor）
共変ベクトル（1階共変テンソル）vi の共変微分に関して次のリッチの公式
{\displaystyle \nabla _{k}\nabla _{j}v_{i}-\nabla _{j}\nabla _{k}v_{i}=-\sum _{a}R_{kji}{}^{a}v_{a}} （リッチの公式）
が成り立つが、このとき、右辺に現れる3階共変1階反変テンソルで次のように定義されるテンソル
{\displaystyle R_{kji}{}^{h}={\frac {\partial \left\{{{h} \atop {ji}}\right\}}{\partial x^{k}}}-{\frac {\partial \left\{{{h} \atop {ki}}\right\}}{\partial x^{j}}}+\sum _{a}\left\{{{h} \atop {ka}}\right\}\left\{{{a} \atop {ji}}\right\}-\sum _{a}\left\{{{h} \atop {ja}}\right\}\left\{{{a} \atop {ki}}\right\}}
をリーマン曲率テンソル（Riemann curvature tensor）またはリーマン-クリストッフェルのテンソル（Riemann-Christoffel tensor）と呼ぶ。

### （4階共変）リーマン-クリストッフェルのテンソル（Rieman-Christoffel tensor）
3階共変1階反変のリーマン曲率テンソル {\displaystyle R_{kji}{}^{h}} に基本計量テンソルを掛け合わせて得られる4階共変テンソル {\displaystyle R_{kjih}}
{\displaystyle R_{kjih}=\sum _{a}R_{kji}{}^{a}g_{ah}}
を特にリーマン-クリストッフェルのテンソルと呼ぶことがある。

### リッチテンソル（Ricci tensor）
さらに、リーマン-クリストッフェルテンソル {\displaystyle R_{kjih}} に {\displaystyle g^{kh}} を掛けて縮約またはリーマン曲率テンソルを単に縮約した2階共変テンソル
{\displaystyle R_{ji}=\sum _{kh}g^{kh}R_{kjih}=\sum _{a}R_{aji}{}^{a}}
をリッチテンソル（Ricci tensor）と呼ぶ。

### 曲率スカラー（curvature scalar）
リッチテンソル {\displaystyle R_{ij}} にさらに反変基本計量テンソル gij をかけて縮約した0階テンソル（スカラー）
{\displaystyle R=\sum _{ij}g^{ij}R_{ij}}
を曲率スカラー（curvature scalar）と呼ぶ。

## テンソルの性質

### （3階共変1階反変）リーマン曲率テンソルの性質
{\displaystyle R_{kji}{}^{h}=-R_{jki}{}^{h}} （定義より）
{\displaystyle R_{kji}{}^{h}+R_{ikj}{}^{h}+R_{jik}{}^{h}=0} （定義より）

#### ビアンキの第二恒等式（the second Bianchi identity）
{\displaystyle \nabla _{l}R_{kji}{}^{h}+\nabla _{j}R_{lki}{}^{h}+\nabla _{k}R_{jli}{}^{h}=0}

### （4階共変）リーマン-クリストッフェルのテンソルの性質
{\displaystyle R_{kjih}=-R_{jkih}} （定義より）
{\displaystyle R_{kjih}=-R_{kjhi}} （後述）
{\displaystyle R_{kjih}+R_{ikjh}+R_{jikh}=0} （定義より）

#### 後ろ二つの添字について交代
二階共変テンソル Sih に対するリッチの公式は
{\displaystyle \nabla _{k}\nabla _{j}S_{ih}-\nabla _{j}\nabla _{k}S_{ih}=-\sum _{a}R_{kji}{}^{a}S_{ah}-\sum _{a}R_{kjh}{}^{a}S_{ia}}（二階共変テンソルに対するリッチの公式）
であるが、Sih = gih のとき、リッチの補定理 {\displaystyle \nabla _{k}g_{ih}=0} より
{\displaystyle \nabla _{k}\nabla _{j}g_{ih}-\nabla _{j}\nabla _{k}g_{ih}=-\sum _{a}R_{kji}{}^{a}g_{ah}-\sum _{a}R_{kjh}{}^{a}g_{ia}=0}
となる。 ここで、{\displaystyle R_{kjih}=\sum _{a}R_{kji}{}^{a}g_{ah}} より
{\displaystyle -\sum _{a}R_{kji}{}^{a}g_{ah}-\sum _{a}R_{kjh}{}^{a}g_{ia}=-R_{kjih}-R_{kjhi}=0}
従って、
{\displaystyle R_{kjih}=-R_{kjhi}}
となり、リーマン-クリストッフェルのテンソル {\displaystyle R_{kjih}} 後ろ二つの添字 (i , h) について交代の性質を持つ

### リッチテンソルの性質

#### リッチテンソルは対称テンソル
リーマン曲率テンソルの性質
{\displaystyle R_{kji}{}^{h}+R_{ikj}{}^{h}+R_{jik}{}^{h}=0}
に対して h = k = a とおいて縮約を行うと
{\displaystyle \sum _{a}(R_{aji}{}^{a}+R_{iaj}{}^{a}+R_{jia}{}^{a})=0\;\;-(*)}
となる。ここで、最初の二項についてそれぞれ
{\displaystyle \sum _{a}R_{aji}{}^{a}=R_{ji}\;,\;\;\sum _{a}R_{iaj}{}^{a}=\sum _{a}(-R_{aij}{}^{a})=-R_{ij}}
が得られる。また、最後の三項目について
{\displaystyle \sum _{a}R_{jia}{}^{a}=\sum _{a,b}R_{jiab}g^{ba}=\sum _{a,b}(-R_{jiba})g^{ba}=-\sum _{b,a}R_{jiba}g^{ab}} から {\displaystyle \sum _{a}R_{jia}{}^{a}=0}
を得る。したがって、（※）から
{\displaystyle R_{ji}-R_{ij}+0=0} すなわち、{\displaystyle R_{ji}=R_{ij}}
が導かれる。よってリッチテンソル {\displaystyle R_{ij}} は対称テンソル。

#### ∂g/∂xk= 0 のときの表示
リッチテンソルの定義より
{\displaystyle {\begin{aligned}R_{ji}&=\sum _{a}R_{aji}{}^{a}=\sum _{a}\left({\frac {\partial \left\{{{a} \atop {ji}}\right\}}{\partial x^{a}}}-{\frac {\partial \left\{{{a} \atop {ai}}\right\}}{\partial x^{j}}}+\sum _{b}\left\{{{a} \atop {ab}}\right\}\left\{{{b} \atop {ji}}\right\}-\sum _{b}\left\{{{a} \atop {jb}}\right\}\left\{{{b} \atop {ai}}\right\}\right)\\&=\sum _{a}\left({\frac {\partial \left\{{{a} \atop {ji}}\right\}}{\partial x^{a}}}-\sum _{b}\left\{{{a} \atop {jb}}\right\}\left\{{{b} \atop {ai}}\right\}\right)+\sum _{a}\left(-{\frac {\partial \left\{{{a} \atop {ai}}\right\}}{\partial x^{j}}}+\sum _{b}\left\{{{a} \atop {ab}}\right\}\left\{{{b} \atop {ji}}\right\}\right)\end{aligned}}}
ここで、
{\displaystyle A_{ji}=\sum _{a}\left({\frac {\partial \left\{{{a} \atop {ji}}\right\}}{\partial x^{a}}}-\sum _{b}\left\{{{a} \atop {jb}}\right\}\left\{{{b} \atop {ai}}\right\}\right),\;\;B_{ji}=\sum _{a}\left(-{\frac {\partial \left\{{{a} \atop {ai}}\right\}}{\partial x^{j}}}+\sum _{b}\left\{{{a} \atop {ab}}\right\}\left\{{{b} \atop {ji}}\right\}\right)}
と置くと、当然 {\displaystyle R_{ji}=A_{ji}+B_{ji}} となるが、Bj i について、g = det(ga b) とすると
{\displaystyle \sum _{a}\left\{{{a} \atop {ak}}\right\}={\frac {\partial \log {\sqrt {g}}}{\partial x^{k}}}}
であることから、
{\displaystyle B_{ji}=-{\frac {\partial ^{2}\log {\sqrt {g}}}{\partial x^{j}\partial x^{i}}}+\sum _{b}{\frac {\partial \log {\sqrt {g}}}{\partial x^{b}}}\left\{{{b} \atop {ji}}\right\}}
を得る。したがって、{\displaystyle {\frac {\partial g}{\partial x^{k}}}=0} のときは、Bj i = 0 であり、
{\displaystyle R_{ji}=A_{ji}=\sum _{a}{\frac {\partial \left\{{{a} \atop {ji}}\right\}}{\partial x^{a}}}-\sum _{a,b}\left\{{{a} \atop {jb}}\right\}\left\{{{b} \atop {ai}}\right\}}
となる。

## リーマン多様体のある領域がユークリッド空間である必要十分条件はリーマン曲率テンソルが0
リーマン多様体においては、ごく近い2点間の距離（線素） ds は、
{\displaystyle \mathrm {d} s={\sqrt {\sum _{i,j}g_{ij}(x)\mathrm {d} x^{i}\mathrm {d} x^{j}}}}
で定義されるが、ここで、係数 gij(x) は、一般に座標 x = (xh) の関数である。一方、ユークリッド空間においては、直交座標系をとればごく近い2点間の距離 ds は 
{\displaystyle \mathrm {d} s={\sqrt {\sum _{i,j}\delta _{ij}\mathrm {d} x^{i}\mathrm {d} x^{j}}}}
で与えられるが、直交座標系（xh）から曲線座標系（uh）へ座標変換を行えば、あらわれる係数 gij(u) は座標 u の関数となり、ds はリーマン多様体と同様の形式となる。ただし、これは見かけ上だけのことであり、もともとユークリッド空間であるので当然適当な座標系（この場合は元の直交座標系）をとれば gij(u) を全て定数（1または0など）にすることができる。一般にリーマン多様体の各点に与えられる基本計量テンソル gij(x) を定数にする座標変換は存在しないが、もしリーマン多様体の一部の領域について適当な座標変換により gij(x) を定数にすることができるのであれば、その領域はユークリッド空間に一致する。
したがって、
ここで、gij が全て定数であれば、クリストッフェル記号はその定義から明らかに0となる。逆にクリストッフェル記号が0であれば、リッチの補定理 {\displaystyle \nabla _{k}g_{ij}=0} から
{\displaystyle \nabla _{k}g_{ij}={\frac {\partial g_{ij}}{\partial x^{k}}}-\sum _{a}g_{aj}\left\{{{a} \atop {ik}}\right\}-\sum _{a}g_{ia}\left\{{{a} \atop {jk}}\right\}={\frac {\partial g_{ij}}{\partial x^{k}}}=0}
となり、gij は全て定数となる。よって、
ここで、座標系（uh）がクリストッフェル記号を全て0にする座標系とすれば、クリストッフェル記号の変換公式より
{\displaystyle {\frac {\partial ^{2}u^{a}}{\partial x^{j}\partial x^{k}}}=\sum _{i}{\frac {\partial u^{a}}{\partial x^{i}}}\left\{{{i} \atop {jk}}\right\}}
が得られる。両辺偏微分を行うと
{\displaystyle {\frac {\partial ^{3}u^{a}}{\partial x^{l}\partial x^{j}\partial x^{k}}}=\sum _{i}{\frac {\partial ^{2}u^{a}}{\partial x^{l}\partial x^{i}}}\left\{{{i} \atop {jk}}\right\}+\sum _{i}{\frac {\partial u^{a}}{\partial x^{i}}}{\frac {\partial \left\{{{i} \atop {jk}}\right\}}{\partial x^{l}}}=\sum _{b,i}{\frac {\partial u^{a}}{\partial x^{b}}}\left\{{{b} \atop {l\,i}}\right\}\left\{{{i} \atop {jk}}\right\}+\sum _{i}{\frac {\partial u^{a}}{\partial x^{i}}}{\frac {\partial \left\{{{i} \atop {jk}}\right\}}{\partial x^{l}}}}
となる。
{\displaystyle {\frac {\partial ^{3}u^{a}}{\partial x^{l}\partial x^{j}\partial x^{k}}}={\frac {\partial ^{3}u^{a}}{\partial x^{j}\partial x^{l}\partial x^{k}}}}
から
{\displaystyle {\begin{aligned}0&={\frac {\partial ^{3}u^{a}}{\partial x^{l}\partial x^{j}\partial x^{k}}}-{\frac {\partial ^{3}u^{a}}{\partial x^{j}\partial x^{l}\partial x^{k}}}\\&={\frac {\partial u^{a}}{\partial x^{b}}}\left[{\frac {\partial \left\{{{b} \atop {jk}}\right\}}{\partial x^{l}}}-{\frac {\partial \left\{{{b} \atop {lk}}\right\}}{\partial x^{j}}}+\sum _{i}\left\{{{b} \atop {l\,i}}\right\}\left\{{{i} \atop {jk}}\right\}-\sum _{i}\left\{{{b} \atop {ji}}\right\}\left\{{{i} \atop {lk}}\right\}\right]\\&={\frac {\partial u^{a}}{\partial x^{b}}}R_{jkl}{}^{b}\end{aligned}}}
したがって、{\displaystyle R_{jkl}{}^{b}=0}。

## 曲面の曲率
二次元曲面に対して、ビアンキ恒等式はリーマンテンソルが
{\displaystyle R_{abcd}^{}=K(g_{ac}g_{db}-g_{ad}g_{cb})}
の形に表せることを示している。ここで gab はこの曲面の計量テンソル、K はガウス曲率と呼ばれる函数で、a, b, c, d は 1 または 2 のいずれかの値をとる。期待の通り、このリーマン曲率テンソルは独立成分をただ一つだけ持つ。
ガウス曲率は、この曲面の断面曲率と一致し、また 2-次元多様体のスカラー曲率のちょうど半分にもなっている。同時に、この曲面のリッチ曲率テンソルは単に
{\displaystyle \operatorname {Ric} _{ab}=Kg_{ab}}
として与えられる。